# Abuhammadina
Abuhammadina es un género de foraminífero bentónico de la subfamilia Choffatellinae, de la familia Cyclamminidae, de la superfamilia Loftusioidea, del suborden Loftusiina y del orden Loftusiida. Su especie tipo es Abuhammadina saidi. Su rango cronoestratigráfico abarca el Kimmeridgiense (Jurásico superior).

## Discusión
Clasificaciones previas incluían Abuhammadina en el suborden Textulariina del orden Textulariida o en el orden Lituolida.

## Clasificación
Abuhammadina incluye a la siguiente especie:
- Abuhammadina saidi †